# Il mio nome è Pino Daniele e vivo qui
Il mio nome è Pino Daniele e vivo qui è il ventesimo album in studio del cantautore italiano Pino Daniele, pubblicato il 16 febbraio 2007.

## Descrizione
Il cantante partenopeo si avvale come per il precedente lavoro Passi d'Autore della collaborazione del Peter Erskine Trio (composto da Erskine alla batteria, Dave Carpenter al basso e Bob Sheppard al sax). Sono presenti anche il bassista brasiliano Alfredo Paixão, interprete e coautore del duetto Mardi Gras, e Giorgia, che canta con Daniele in Il giorno e la notte e Vento di passione. Entrambi gli artisti avevano precedentemente collaborato, in occasioni diverse, con Pino Daniele; un altro ritorno è quello di Tony Esposito alle percussioni. Completano la formazione Gianluca Podio al piano, Mariano Barba alla batteria (in Back home e Vento di passione), Corrado Ferrari alle tammorre.

## Successo
Il mio nome è Pino Daniele e vivo qui  fu il 31º disco più venduto dell'anno, raggiungendo come picco nella classifica il 6º posto. Da questo album furono estratti i singoli "Back home", "Vento di Passione" e "Rhum and Coca".

## Tracce
1. Back Home
2. Rhum and coca
3. Il Giorno e la Notte (con Giorgia)
4. Salvami
5. Vento di passione  (con Giorgia)
6. Mardi Gras (con l'Art Lounge Ensemble)
7. Blues del peccatore (con l'Art Lounge Ensemble)
8. L'africano
9. Ischia sole nascente
10. Passo napoletano

## Formazione
- Pino Daniele - voce, chitarra acustica e chitarra elettrica
- Alfredo Paixão - basso, voce in Mardi Gras
- Mariano Barba - batteria
- Fabio Massimo Colasanti - programmazione
- Peter Erskine - batteria
- Gianluca Podio - pianoforte, tastiera
- Tony Esposito - percussioni
- Corrado Ferrari - tammorra
- Dave Carpenter - contrabbasso
- Bob Sheppard - sax

## Classifiche
| Classifica (2007) | Posizione massima |
| ----------------- | ----------------- |
| Italia            | 4                 |
| Classifica (2015) | Posizione massima |
| Italia            | 80                |

### Classifiche di fine anno
| Classifica (2007) | Posizione |
| ----------------- | --------- |
| Italia            | 43        |